# Giancarlo Narciso

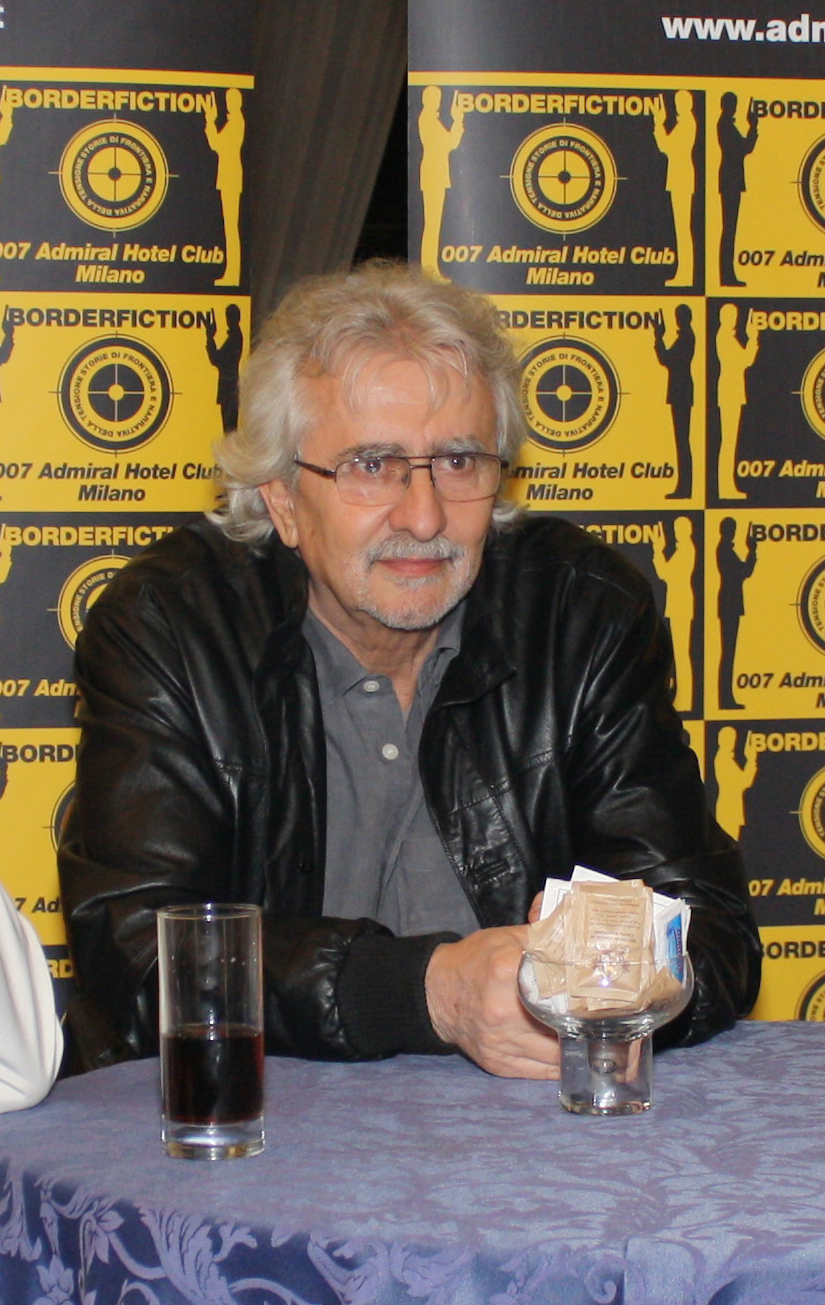
Giancarlo Narciso im Jahr 2011 die Präsentation des Romans Otherside

Giancarlo Narciso (* 9. September 1947 in Mailand) ist ein italienischer Schriftsteller.
In seinem Leben unternahm er mehrere Weltreisen und lebte u. a. in Tokio, Kuwait-Stadt, San Francisco, Mexiko-Stadt und Singapur meist von Gelegenheitsjobs. Derzeit pendelt er zwischen Riva del Garda und der Insel Lombok, Indonesien.
In der ersten Hälfte der 1990er Jahre schaffte er den Charakter von Rodolfo Capitani, Abenteurer und Wanderer, für eine Reihe von Romanen, die in verschiedenen Verlagen veröffentlicht wurden.
Im Jahr 1998 gewann er den Premio Tedeschi für seinen Roman Die schöne Hand des Todes und im Jahr 2006 den Premio Giorgio Scerbanenco mit dem Roman Das Gesicht der Fremden. Im Jahr 2011 belegte Other den dritten Platz im Premio Azzeccagarbugli.

## Werke (Auswahl)
- Die schöne Hand des Todes. (Singapore Sling)
- Der Traum des einsamen Mörders. (Sankhara. Un’indagine di Butch Moroni P.I.)
- Das Gesicht der Fremden. (Incontro a Daunanda)